# Orphaned Land
Orphaned Land (с англ. — «Осиротелая земля») — израильская рок-группа, объединяющая в своем творчестве элементы европейского метала и народной музыки Ближнего Востока.
В основе стиля Orphaned Land лежит дэт-дум-метал, но с сильным влиянием традиций народной музыки евреев-мизрахим, что делает их звучание существенно более прогрессивным в сравнении с большинством других групп, играющих в этом стиле.

## История
Группа была образована в 1991 году под названием Resurrection (с англ. — «Воскрешение»). В 1992 году после периода творческих поисков участники ансамбля решили сосредоточиться на современной действительности и культуре ближневосточного региона, в связи с чем изменили название на Orphaned Land. В 1993 году после выпуска демозаписи The Beloved’s Cry группа подписала контракт на два альбома с французским лейблом Holy Records.
Свой первый альбом Sahara группа выпустила в 1994 году, в 1996 году последовал El Norra Alila. В этом альбоме уже сформировался уникальный звук Orphaned Land, принёсший им международную известность. После успеха первых двух альбомов музыканты получили несколько предложений от крупных лейблов и в 1997 году подписали контракт с Century Media. После этого группа на некоторое время отошла от дел по причинам личного характера. Период бездействия закончился туром по Израилю и Турции под названием The Calm Before The Flood (с англ. — «Затишье перед потопом»).
В 2004 году группа выпустила альбом Mabool (с ивр. — «Потоп»), основанный на библейской легенде о потопе. Этот альбом сделал Orphaned Land ведущей металлической группой Израиля, группа побывала в мировом турне, выступила на таких крупных фестивалях, как Wacken Open Air, Summer Breeze, Sonisphere и ProgPower.
В 2007 году Коби Фархи принял участие в записи альбома Exodus — Slaves for Life проекта Amaseffer, повествующего об исходе евреев из Египта. Другими «звёздными гостями» в альбоме стали шведы Матс Левен (Therion) и Анджела Госсов (Arch Enemy). Альбом вышел в 2008 году.
25 января 2010 года вышел четвёртый альбом — The Never Ending Way of ORWarriOR, продюсером которого стал Стивен Уилсон (Porcupine Tree).
Из-за того, что израильские музыканты не вхожи во многие арабские государства, Orphaned Land несколько раз в году выступает в Турции, на месте сбора своих фанатов. Коби Фархи говорит, что музыка способна переступать политические заслоны, и его группа обращается к людям, которые в других условиях занимают анти-израильскую позицию.

## Характеристики
Участники считают себя исследователями различных музыкальных стилей и концепций всего мира. Музыка ансамбля основана на метале, однако не ограничивается им. Музыканты используют старинные народные инструменты (саз, канун, уд, бузуки), 20 видов перкуссии, поют на 6 языках.

## Состав
Текущий состав:
- Коби Фархи — ведущий вокал, гроулинг, декламация, хоровой и бэк-вокал (с 1991)
- Хен Балбус — гитара, бузуки, бэк-вокал, пианино, ксилофон (с 2012)
- Ури Зильха — бас-гитара (с 1991)
- Матан Шмуэли — ударные, перкуссия (с 2007)
- Идан Амсалем — гитара, бузуки (с 2014)

Постоянные сессионные участники:
- Шломит Леви — женский вокал (с 2004)
- Яцив Каспи — перкуссия
- Ави Агабаба — перкуссия

Бывшие участники:
- Ицик Леви — клавишные (1991—1996)
- Сами Бахар — ударные (1991—1996)
- Эден Рабин — клавишные, вокал (2001—2005)
- Ави Диаманд — ударные (2004—2007)
- Матти Сватицкий — гитара (1991—2012)
- Йосси «Сасси» Саарон — гитара, уд, саз, бузуки, фортепьяно, джумбуш, бэк-вокалы (1991—2014)

## Дискография

### Демозапись
- The Beloved’s Cry (1993) [4]

### Мини-альбомы
- The Calm Before the Flood (2004)
- Promo Split MCD (2005) — (с группой Sentenced)
- Ararat (2005)

### Студийные альбомы
- 1994 — Sahara
- 1996 — El Norra Alila
- 2004 — Mabool
- 2010 — The Never Ending Way of ORWarriOR
- 2013 — All Is One
- 2016 — Kna’an (в сотрудничестве с Amaseffer[англ.])
- 2018 — Unsung Prophets & Dead Messiahs[5]

## Видеография
- «Ocean Land» (2004) — Mabool
- «Norra El Norra» (2004) — Mabool
- «Sapari» (2010) — The Never Ending Way of ORwarriOR
- «The Never Ending Way Of ORwarriOR — Limited Edition DVD» (2010)
- «Brother» (2013) — All is One
- «All is One» (2013) — All is One
- «Like Orpheus» (2017) — Unsung Prophets & Dead Messiahs